# Тахрір (майдан)
30°02′40″ пн. ш. 31°14′09″ сх. д. / 30.044444444444° пн. ш. 31.235833333333° сх. д.
Майда́н ат-Тахрі́р (араб. ميدان التحرير, досл. «майдан визволення») — центральний майдан столиці Єгипту, міста Каїра. Є осереддям значних масових подій в історії країни, зокрема Єгипетської революції у 2011 році.

## Опис
Майдан ат-Тахрір є найбільшою та центральною каїрською площею. Він розташований неподалік від Набережної Нілу. Майдан утворений різноманітними за розмірами, об'ємами та архітектурними стилями будівлями (від 2-ї пол. XX ст. панівним архітектурним стилем простору став конструктивізм).
Від Майдану Тахрір усібіч розходяться головні міські магістралі. На площі розташовані чотири виходи станції Каїрського метрополітену «Садат», що відповідно сполучає майдан і центр міста зі Старим Каїром, Мааді, Гізою та іншими районами мегаполіса.
На само́му майдані розташовані такі важливі будівлі:
- Споруда Могамми — штаб-квартира багатьох державних органів та установ;
- центральний офіс Арабської Ліги;
- Єгипетський музей — головний і найвідоміший каїрський (та єгипетський) музей зі скарбами Стародавнього Єгипту, біля будівлі якого в години роботи закладу завжди скупчені автобуси, що привозять туристів для відвідання музею. Будівля була зведена 1900 року в неокласичному стилі за проєктом французького архітектора Марселя Дюнона, а музей розмістився в ній за 2 роки (1902);
- центральний кампус Каїрського Американського університету;
- декілька престижних готелів, в тому числі «Готель Найл» (the Nile Hotel, належить до всесвітньої готельної мережі «Хілтон»), «Національ» тощо;
- численні громадські заклади — магазини, кав'ярні, фастфуди; розташовані переважно на перших поверхах будівель на розі Майдану та бічних вулиць.

У скверику поруч з Могаммою стоїть пам'ятник діячеві єгипетського національно-визвольного руху Умарові Макраму.

## Історія
Майдан Тахрір спершу мав назву Майдан Ісмаїлія на честь хедива Ісмаїла-паші.
Після Липневої революції (1952) центральну столичну площу було перейменовано на «Майдан Звільнення» (Мідан ат-Тахрір/Midan at-Tahrir).
З огляду на величезні розміри майдану Тахрір, він не раз ставав місцем проведення різноманітних демонстрацій, а також несанкціонованих народних протестів — так, у березні 2003 року чимало каїрців вийшло сюди висловити свій протест через Війну в Іраку.
Наприкінці січня 2011 року цей майдан став ареною запеклих громадянських заворушень, наряду з каїрськими мостами через Ніл та вулицями Суецу й Александрії. Народні виступи, що почались 25 січня і були спрямовані проти президента Хосні Мубарака, зустріли жорсткий опір уряду. На Майдані Тахрір відбулися зіткнення з поліцією, яка застосовувала водомети, сльозогінний газ та гумові кулі.
Попри численні реконструкції Майдану Тахрір, зокрема у 2-й половині ХХ століття, він і донині нерідко потерпає через дорожні затори.

## Галерея

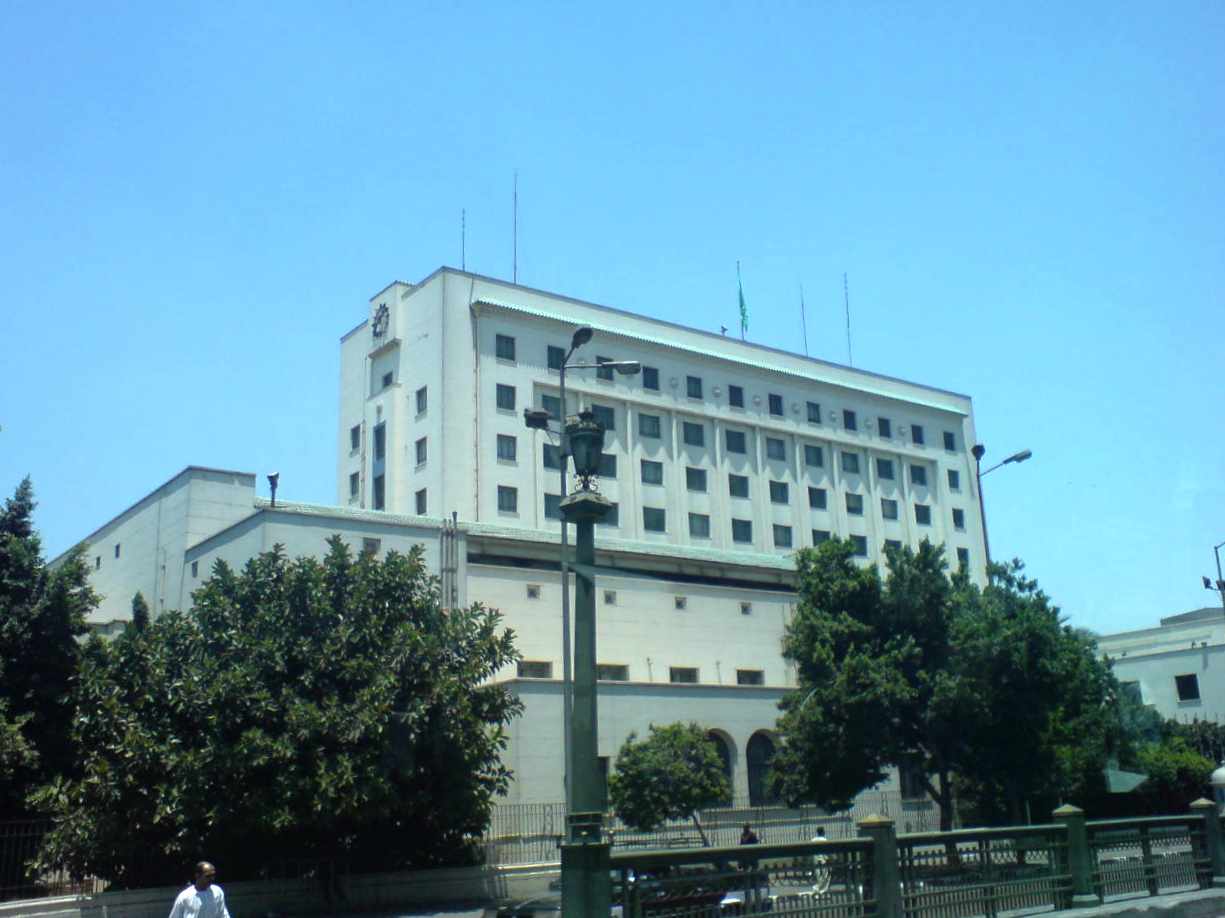
Будівля штаб-квартири Арабської ліги на площі
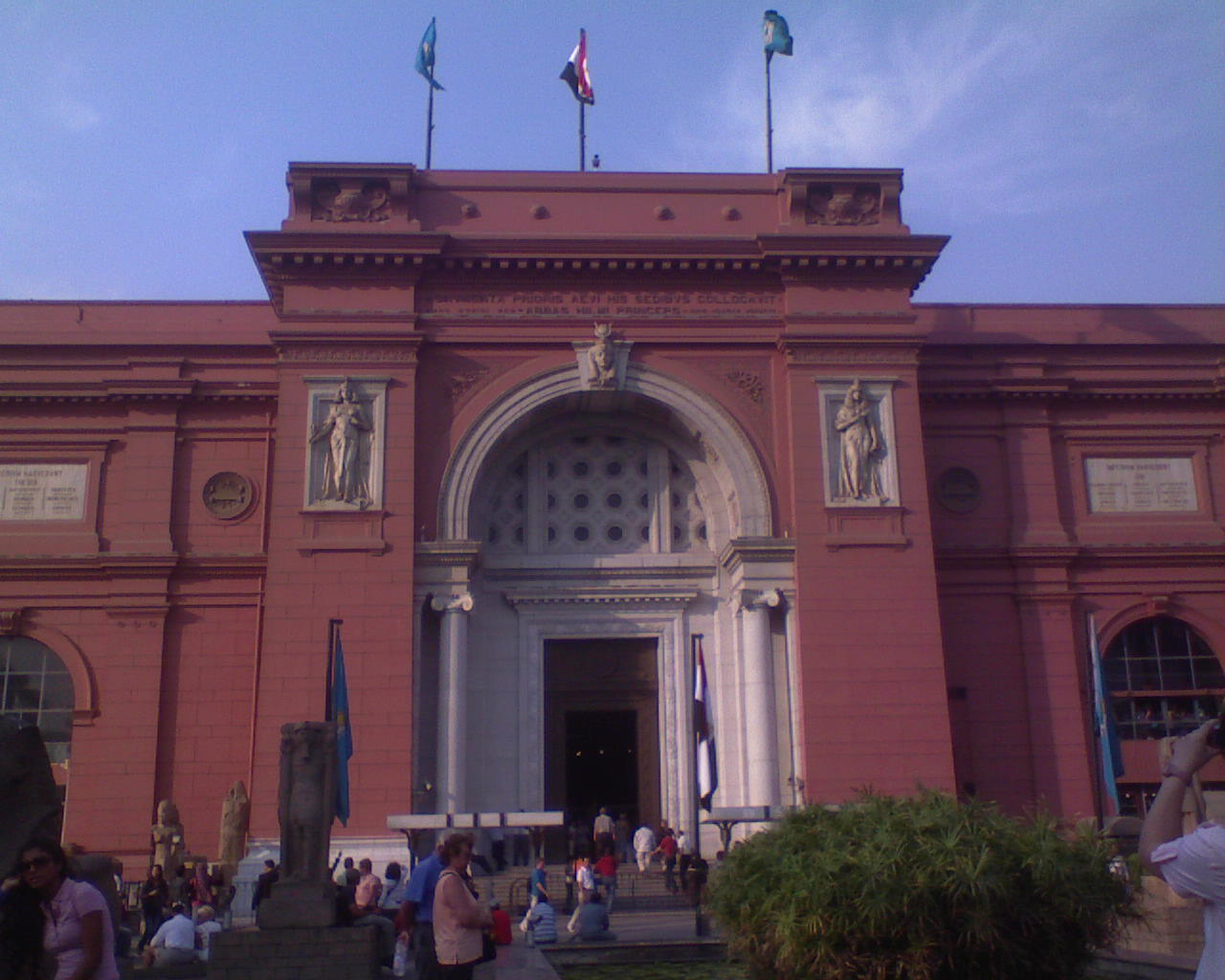
Центральний вхід до Єгипетського музею
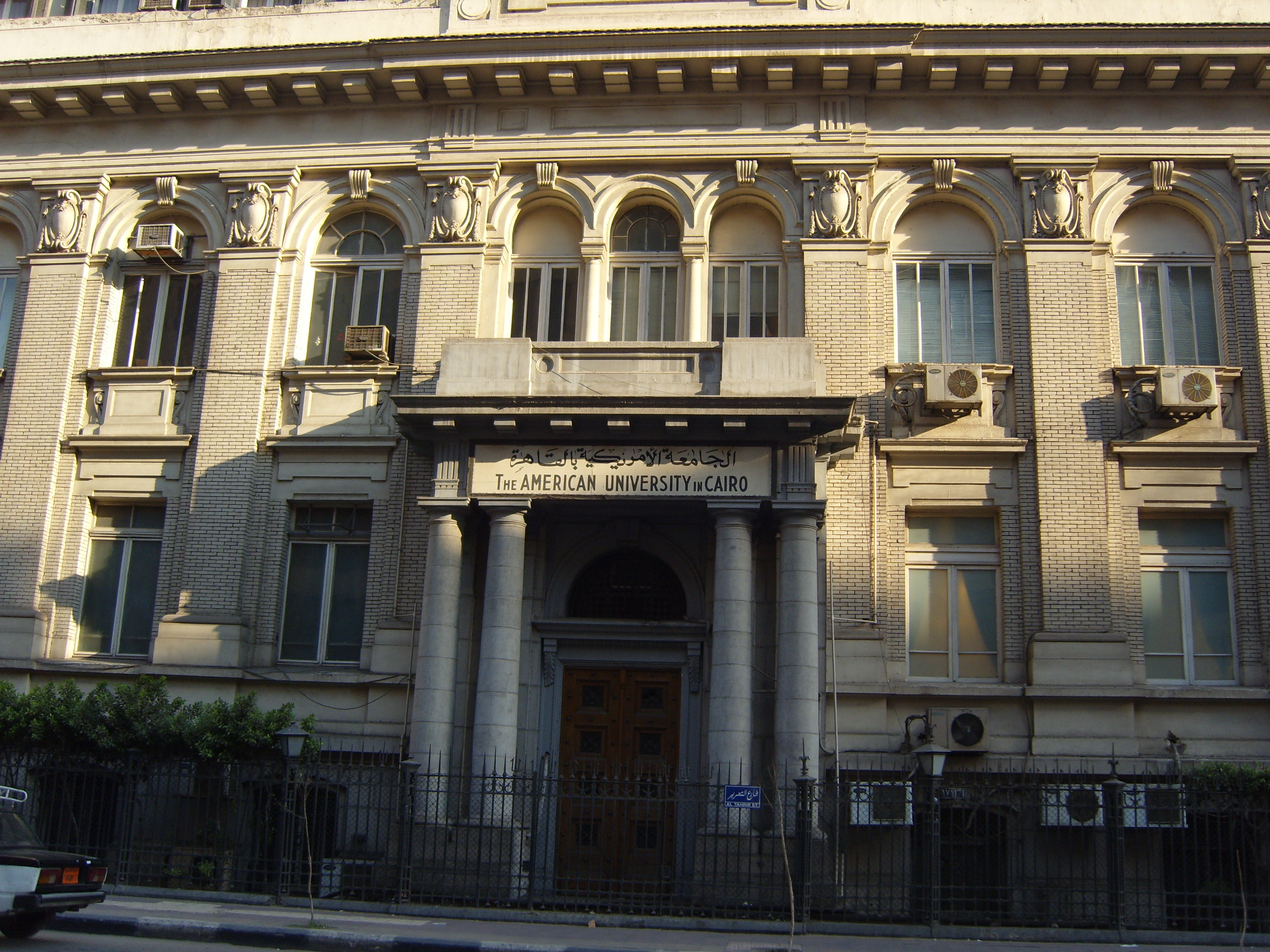
Фасад Каїрського Американського університету
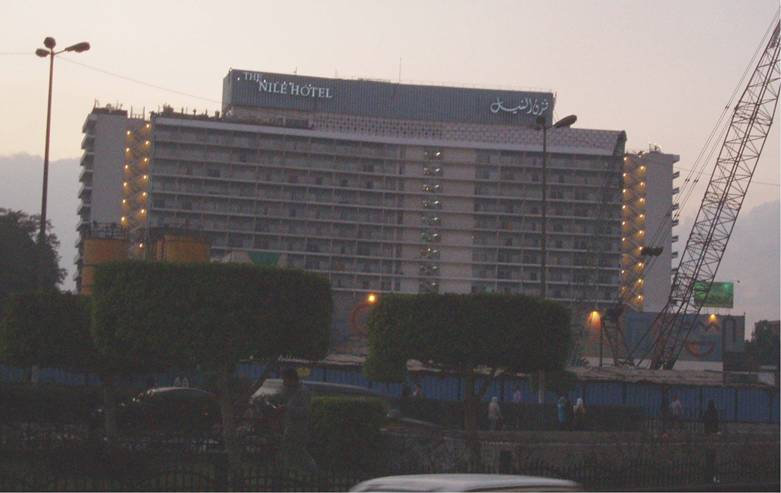
Готель «Ніл»
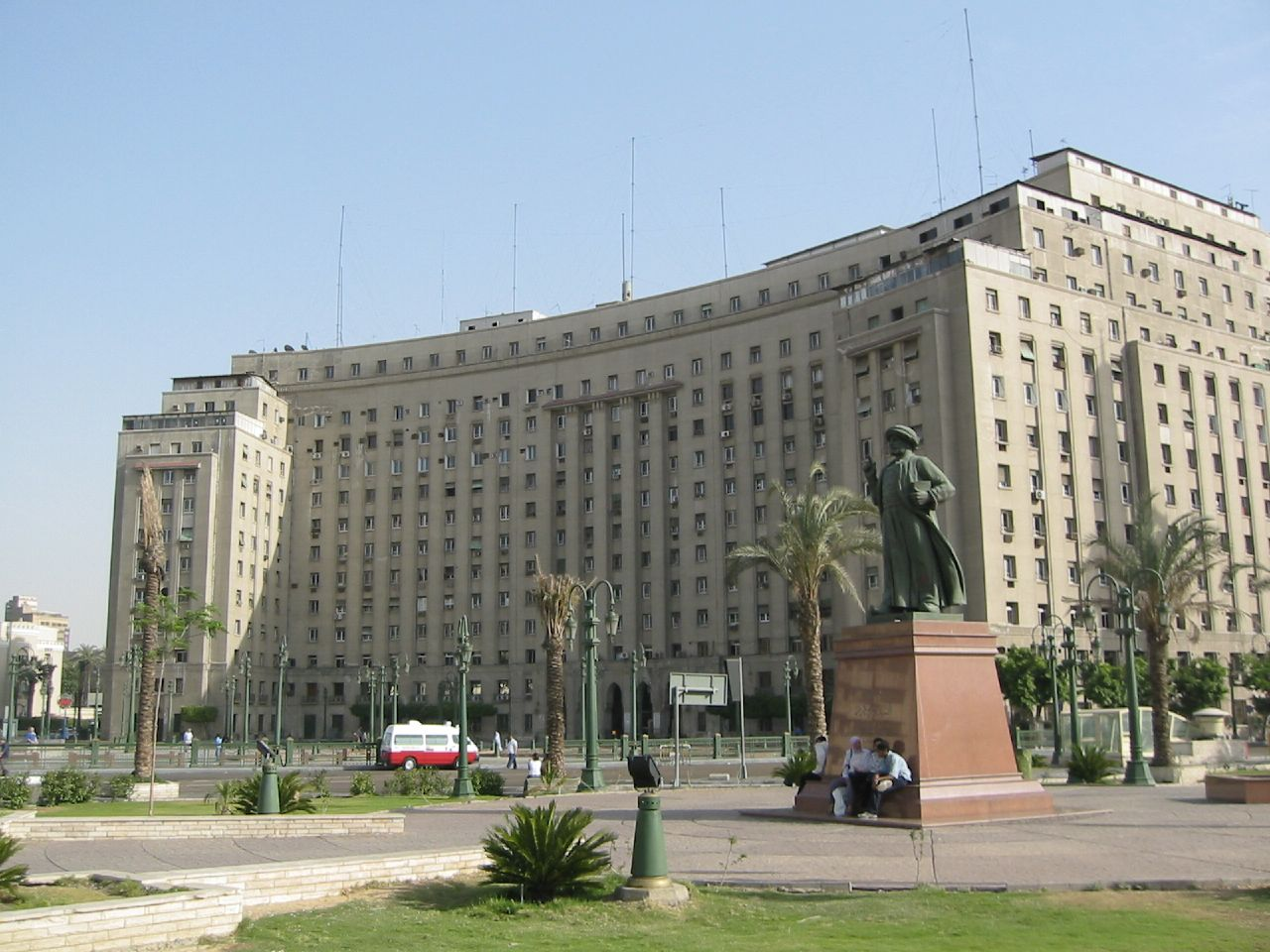
Позаду Могамма, напереду — пам'ятник Умару Макраму, травень 2005
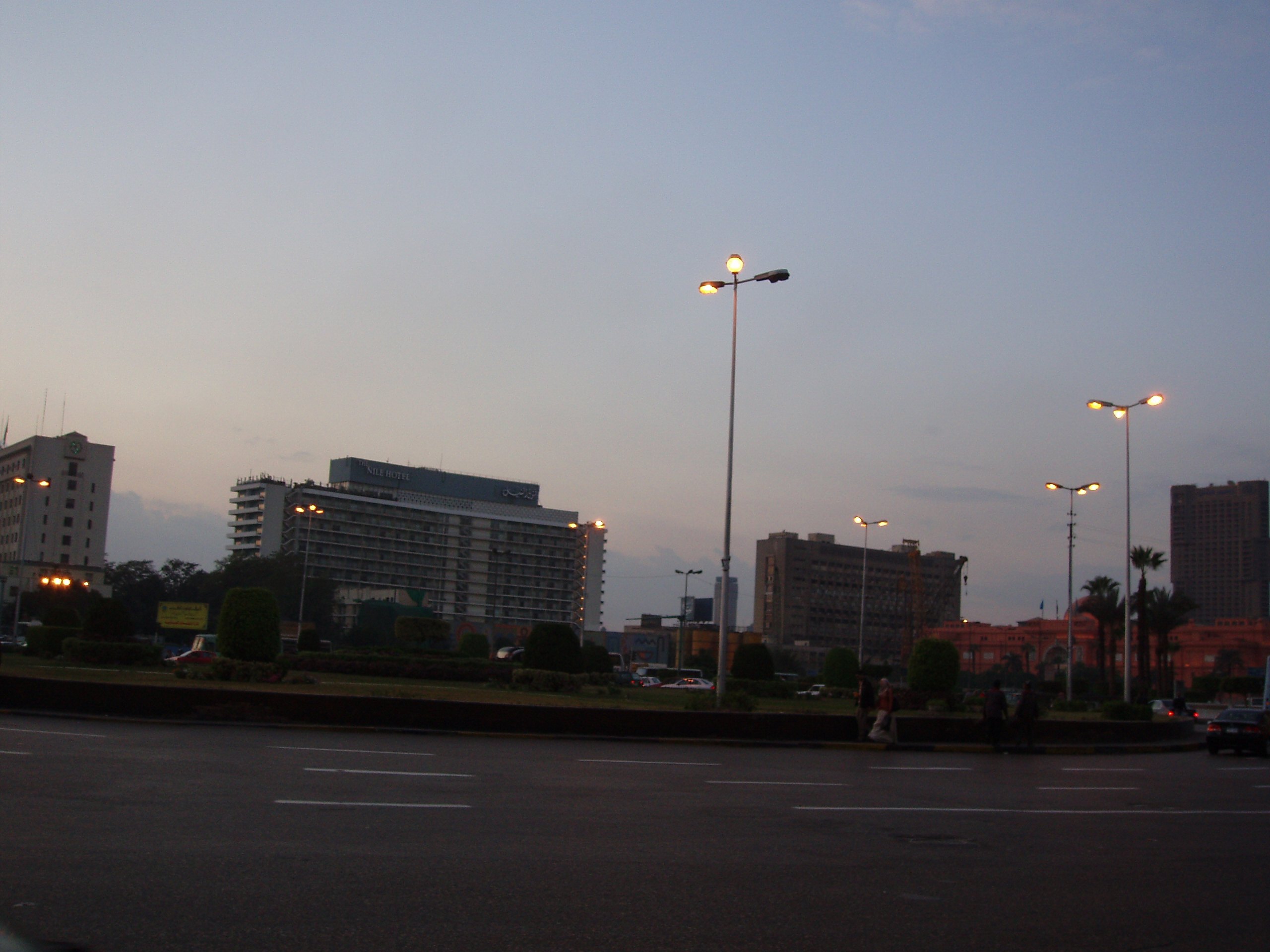
Надвечір'я, листопад 2009
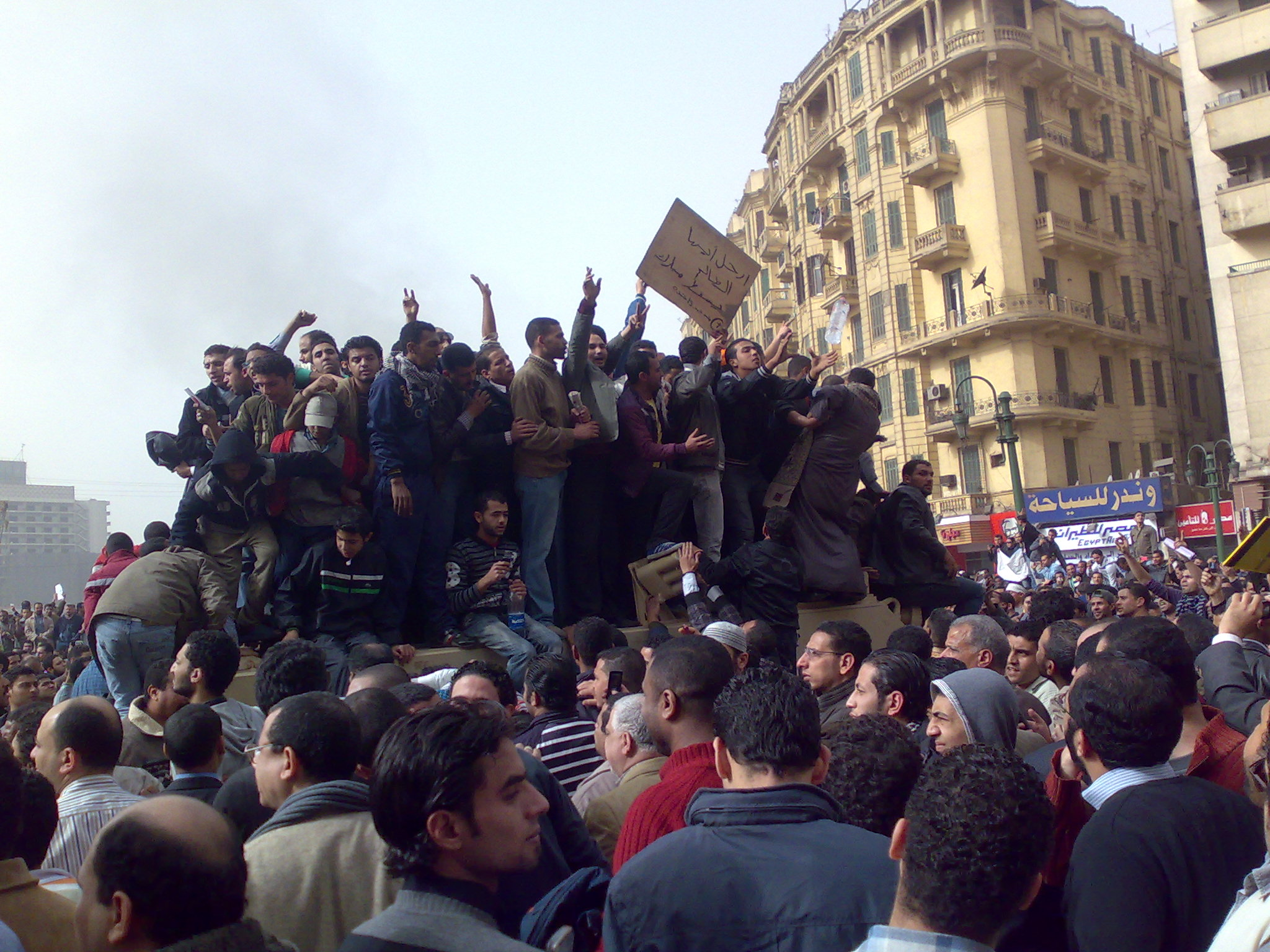
Демонстранти на площі, січень 2011

## Джерело
- Ходжаш С. Каир. («Города и музеи мира»), М.: «Искусство», 1975, стор. 163 (рос.)

| Прапор Єгипту | Це незавершена стаття про Єгипет. Ви можете допомогти проєкту, виправивши або дописавши її. |

 Вікісховище має мультимедійні дані за темою: Тахрір (майдан)